# Iizasa Ienao

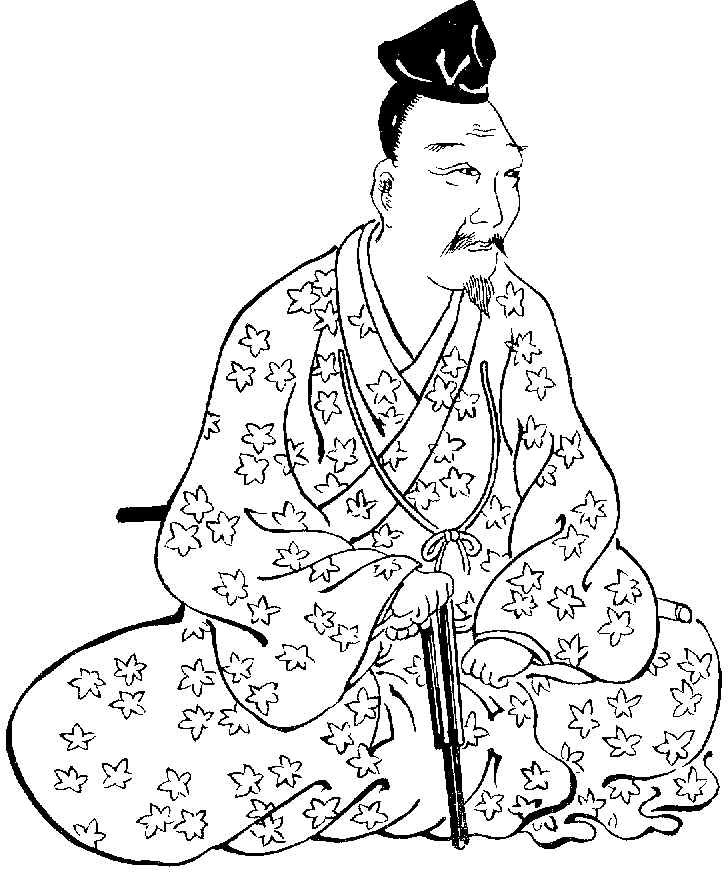
Iizasa Chōisai Ienao

Iizasa Chōisai Ienao (jap. 飯篠 長威斎 家直; * 1387; † 1488) war der Sohn eines bekannten Goshi (Landsamurai) aus Iizasa, dem heutigen Tako-machi in der Präfektur Chiba. Er ist der Begründer des Tenshin Shōden Katori Shintō-ryū.

## Leben
In seiner Jugend widmete er sich intensiv dem Studium des Kenjutsu (Schwertkampf) und des Sojutsu (Speerkampf). Besonders unter den Anhängern des Chiba-Clans, seinen Lehnsherren, hatte er ein hohes Ansehen als unbezwingbarer Krieger. In seiner Jugend kämpfte er in vielen Duellen auf dem Schlachtfeld und wurde niemals besiegt, so dass sich sein Ruhm überregional verbreitete.
Nach dem Untergang der Chiba, trennte sich Iizasa Ienao von seiner eigenen Familie um sich aus dem weltlichen Leben zurückzuziehen. Er lebte in Abgeschiedenheit an einem Ort namens Umekiyama in der Nähe des Katori–Schreines (Jingū) Okunomiya, dem geheimsten Bezirk des Katori-jingū, nachdem er zuvor 1.000 Koku Reis gespendet hatte und den Shintokusan Shimpuku-ji, einen buddhistischen Tempel in Miyamoto-ura, Otsuki, errichtet hatte.
Während dieser Zeit gestaltete Ienao sein Leben nach einem streng geregelten Tagesablauf.
Eines Tages geschah es, dass einer seiner Schüler ein Pferd an der Quelle nahe dem Schrein wusch. Kurze Zeit später litt das Pferd unter starken Schmerzen und starb. Ienao war beeindruckt von den weitreichenden göttlichen Kräften Futsu-nushi-no-mikotos, der im Katori-jingū verehrten Gottheit (Kami), und vermutete eine Verbindung zwischen dem Tod des Pferdes und seiner Person. Man sagt, dass Ienao durch diese Begebenheit spirituelle Einsicht erlangte.
Im Alter von sechzig Jahren verpflichtete sich Ienao über eine Periode von tausend Tagen und Nächten täglich am Katori-jingū Gebetszeremonien abzuhalten. Während dieser Zeit vollzog er umfangreiche Reinigungszeremonien und gab sich einem streng geordneten Kampfkunsttraining hin:
- Zur Stunde der Kuh (morgens um 01:30 Uhr) ging er zum Schrein um das Norito zu lesen. Damit bat er die Götter um den Frieden in der Welt.
- Zur Stunde des Tigers (morgens um 2:30 Uhr) kehrte er zu seiner Hütte zurück um das buddhistische Bishamon-kyō zu rezitieren.
- Am frühen Morgen ging er dann wieder zum Schrein und begrüßte die Götter durch mehrmaliges Klatschen der Hände. Danach widmete er sich einem intensiven Kampfkunsttraining.

Eines Tages, so ist es überliefert, erschien ihm der Gott Futsu-nushi-no-mikoto im Traum. Er zeigte sich in Form eines Jungen, der auf dem Ast eines Pflaumenbaumes saß, in dessen Nähe Ienao täglich trainierte.
In diesem Traum übergab die Gottheit Ienao ein Buch namens Mokuroku Heiho no Shinsho. Hierbei handelt es sich um eine Abhandlung über Bugei (Kriegskunst) und Heiho (Kampfstrategie), das der Legende nach von göttlicher Hand geschrieben wurde.
In dieser Vision wurde Ienao auch prophezeit, dass er einer der bedeutendsten Schwertmeister Japans werden würde.
Nach diesem Erlebnis gründete Ienao seine eigene Bujutsu-ryu (Kampfkunst-Tradition) und setzte vor den formalen Namen des Stils, Katori Shinto-ryu, die Phrase „Tenshin-Shoden“, was so viel heißt wie: „Unter dem Schutz und durch die göttliche Gnade übermittelt von Futsu-nushi-no-mikoto“ – oder wörtlich übersetzt, „tatsächlich und wirklich vom Himmel beigebracht“.
Im Alter von siebzig Jahren, erreichte Ienao die höchste Ebene technischen Könnens. Er befand sich in einem Zustand, in welchem sein Geist und Futsu-nushi-no-mikoto eins wurden. In dieser Zeit trug er mehrere hundert Prinzipien der Heiho zusammen.
Schließlich errichtete er gegenüber dem Shimpuku-Tempel ein Dōjō und begann, seine Kunst an viele Schüler weiterzugeben. Meister Iizasa Ienao starb, in dem für seine Zeit sehr hohen Alter von 102 Jahren. Wie es auch heute noch in Japan z. T. praktiziert wird, bekam er nach seinem Tod einen postumen, buddhistischen Namen, der lautet: Taiganin-den-taira-no-ason-iga-no-kami-raiodo-hon-dai-koji. Er wurde in direkter Nähe zum Katori-jingū beigesetzt.

## Weblink
- Katorishintoryu

| Personendaten    | Personendaten                                                            |
| ---------------- | ------------------------------------------------------------------------ |
| NAME             | Iizasa, Ienao                                                            |
| ALTERNATIVNAMEN  | Iizasa, Chōisai Ienao (vollständiger Name); 飯篠 長威斎 家直 (japanisch) |
| KURZBESCHREIBUNG | japanischer Krieger                                                      |
| GEBURTSDATUM     | 1387                                                                     |
| STERBEDATUM      | 1488                                                                     |